# Karlskrona (comune)
Karlskrona è un comune svedese di 64 053 abitanti, situato nella contea di Blekinge. Il suo capoluogo è la città omonima, capoluogo della contea di Blekinge.

## Località
Nel territorio comunale sono comprese le seguenti aree urbane (tätort):
| #  | Località                   | Popolazione |
| -- | -------------------------- | ----------- |
| 1  | Karlskrona                 | 32 606      |
| 2  | Rödeby                     | 3 356       |
| 3  | Nättraby                   | 3 053       |
| 4  | Jämjö                      | 2 596       |
| 5  | Hasslö                     | 1 643       |
| 6  | Sturkö                     | 1 293       |
| 7  | Fridlevstad                | 697         |
| 8  | Tving                      | 477         |
| 9  | Torhamn                    | 473         |
| 10 | Spjutsbygd                 | 422         |
| 11 | Fågelmara                  | 398         |
| 12 | Skavkulla och Skillingenäs | 380         |
| 13 | Holmsjö                    | 347         |
| 14 | Drottningskär              | 328         |
| 15 | Gängletorp                 | 276         |
| 16 | Kättilsmåla                | 238         |
| 17 | Nävragöl                   | 229         |
| 18 | Brömsebro                  | 213         |

## Amministrazione

### Gemellaggi
- Hillerød
- Horten
- Loviisa
- Fjallabyggð
- Klaipėda
- Gdynia
- Baltijsk
- Rostock
- Aizpute